# Camila Ashland
Camila Ashland (New York, 24 marzo 1911 – Palm Desert, 12 settembre 2008) è stata un'attrice statunitense, attiva in campo teatrale, televisivo e cinematografico.

## Biografia
Molto attiva in campo teatrale, fece il suo debutto a Broadway nel 1944 e tornò a recitarvi in una dozzina di produzioni tra gli anni quaranta e settanta. Attrice versatile, ha recitato in musical come Annie Get Your Gun (St Louis, 1962), Dear World (Broadway, 1969) e Follies (Los Angeles, 1972) e opere di prosa come Black Comedy / White Lies, per cui fu candidata al Tony Award alla miglior attrice non protagonista in un'opera teatrale. Ha recitato a lungo anche al cinema e in televisione, apparendo, tra gli altri, nei film La casa dei vampiri e Fai come ti pare, oltre alle serie TV General Hospital e I Ryan. 
È stata sposata con il regista teatrale James Vincent Russo, con cui ha adottato il figlio Walter (1956-2010).

## Filmografia

### Cinema
- La casa dei vampiri (House of Dark Shadows), regia di Dan Curtis (1970)
- 10, regia di Blake Edwards (1979)
- Fai come ti pare (Any Which Way You Can), regia di Buddy Van Horn (1980)

### Televisione
- Dark Shadows - serie TV, 3 episodi (1970)
- General Hospital - serie TV, 2 episodi (1971)
- Le strade di San Francisco - serie TV, 1 episodio (1977)
- I Ryan - serie TV, 1 episodio (1979)
- Taxi - serie TV, 1 episodio (1979)
- Skag - serie TV, 1 episodio (1980)
- Codice rosso fuoco - serie TV, 1 episodio (1982)
- Lou Grant - serie TV, 1 episodio (1982)
- A cuore aperto - serie TV, 1 episodio (1982)
- Fantasilandia - serie TV, 2 episodi (1982)
- V - Visitors - serie TV, 2 episodi (1983)
- V - Visitors - serie TV, 2 episodi (1984)
- Patto di amore e di morte - film TV (1985)
- Cin cin - serie TV, 1 episodio (1985)
- Hardcastle & McCormick - serie TV, 1 episodio (1986)
- Freddy's Nightmares - serie TV, 1 episodio (1989)
- I mostri vent'anni dopo - serie TV, 1 episodio (1991)
- Cuori senza età - serie TV, 1 episodio (1992)

## Doppiatrici italiane
- Alina Moradei in General Hospital